# فاو قبلي
قرية فاو قبلى هي إحدى القرى التابعة لمركز دشنا في محافظة قنا في جمهورية مصر العربية. حسب إحصاءات سنة 2006، بلغ إجمالي السكان في فاو قبلى 21395 نسمة، منهم 11039 رجل و10356 امرأة.